# غزال بوربون
غزال بوربون أو الغزال الأوروبي (الاسم العلمي: Gazella borbonica) هو غزال منقرض عاش في أوروبا خلال عصر البليستوسين. وصفه عالم الأحافير الفرنسي شارل دبيريه [الإنجليزية] عام 1884. ينتمي إلى جنس الغزال وفُصيلة الظبائيات.
كان له قرون طويلة ومتباعدة إلى حد ما ومنحنية قليلاً، وكانت بنفس حجم غزال الآدم الحديث، كان يبلغ ارتفاعه حتى الكتف حوالي 60 سم. عثر على أحافيره في فرنسا وهولندا وجنوب شرق إنجلترا.